# Cremanthodium
 Cremanthodium   Benth., 1873 è un genere di piante angiosperme dicotiledoni della famiglia delle Asteraceae (sottofamiglia Asteroideae).

## Etimologia
Il nome scientifico del genere è stato definito dal botanico George Bentham (1800-1884) nella pubblicazione " Hooker's Icones Plantarum; or figures, with brief descriptive characters and remarks of new or rare plants. London" ( Hooker's Icon. Pl. 12: t. 1141, 1142) del 1873.

## Descrizione

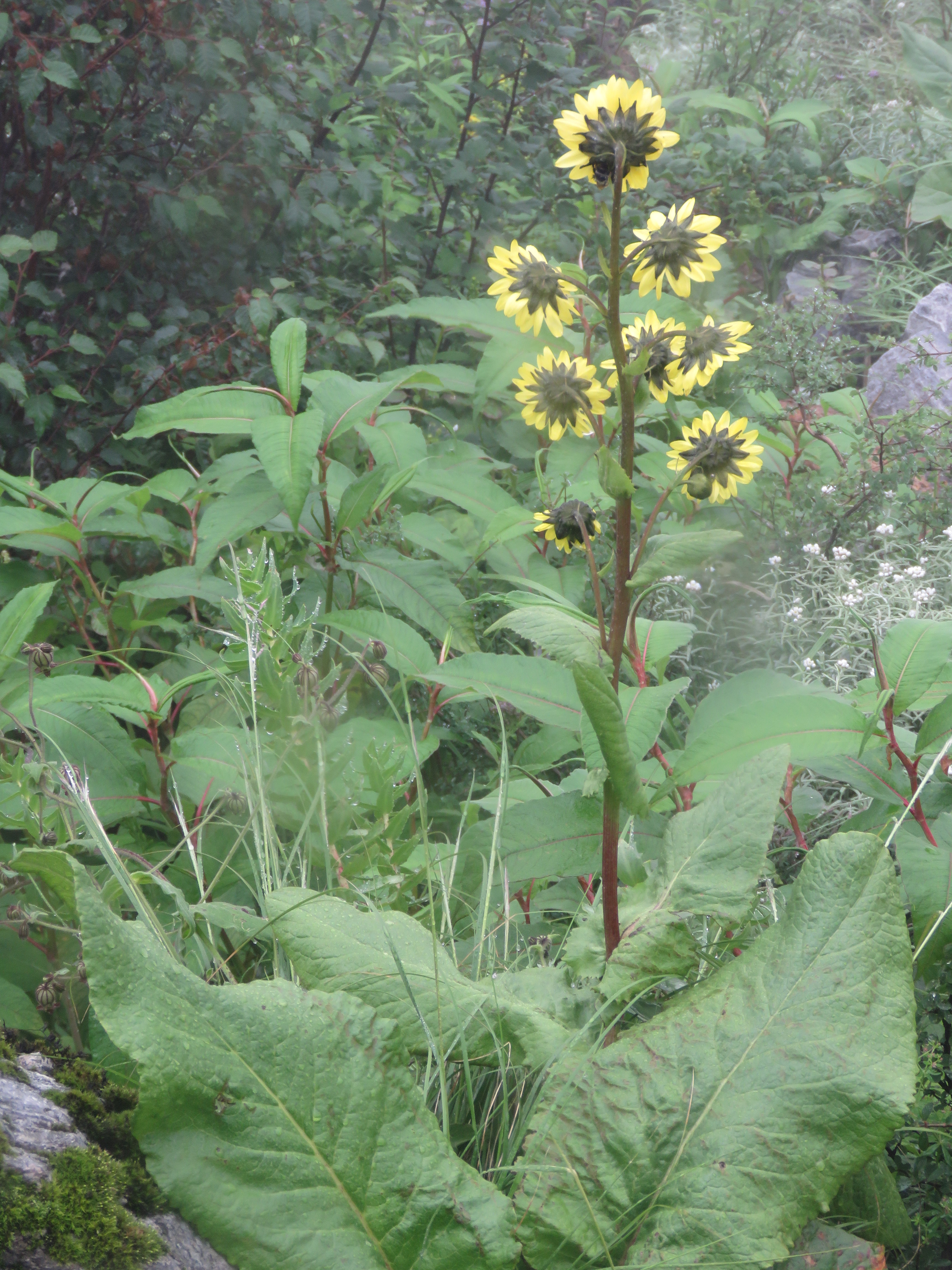
Il portamento
Cremanthodium arnicoides

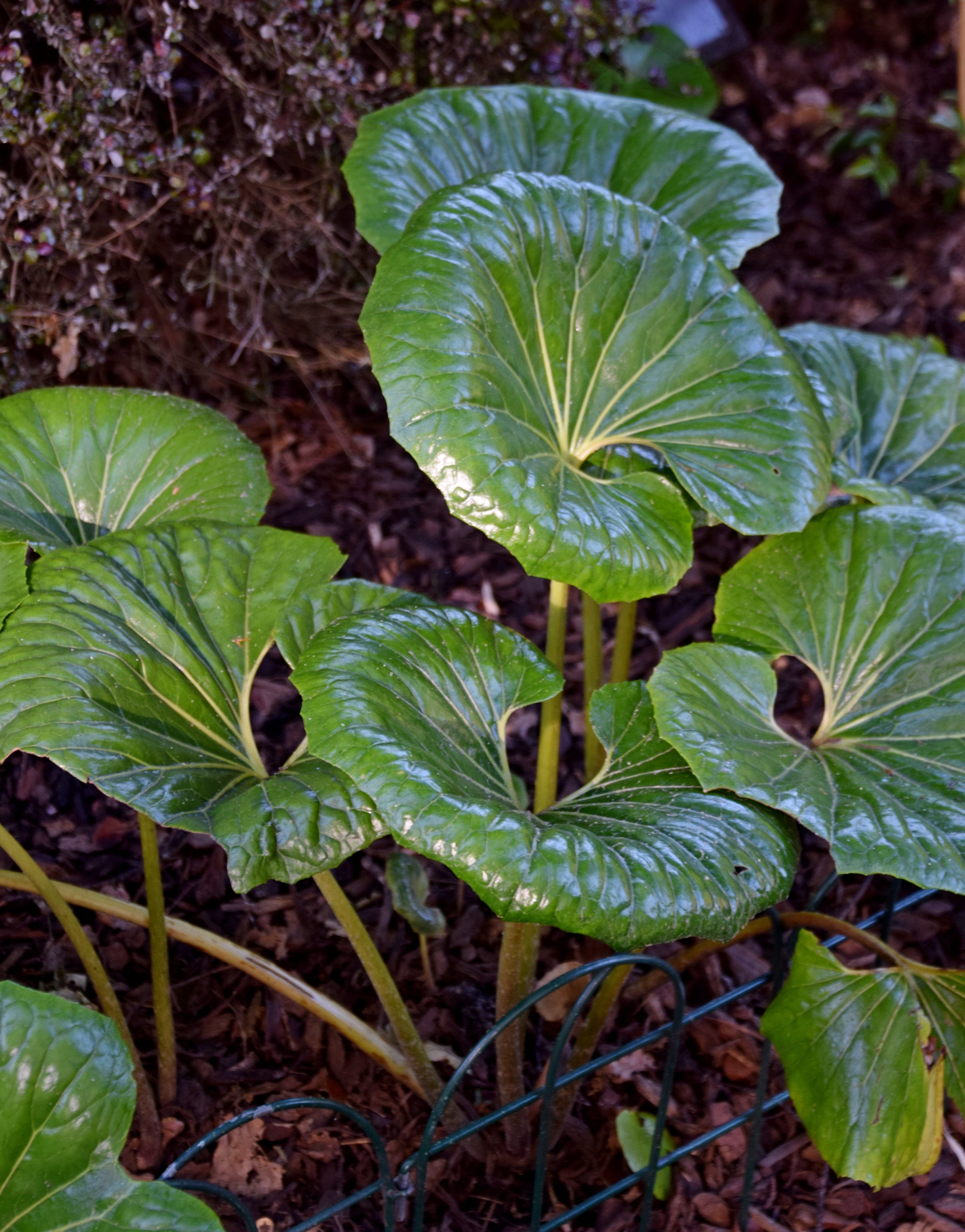
Le foglie
Cremanthodium reniforme

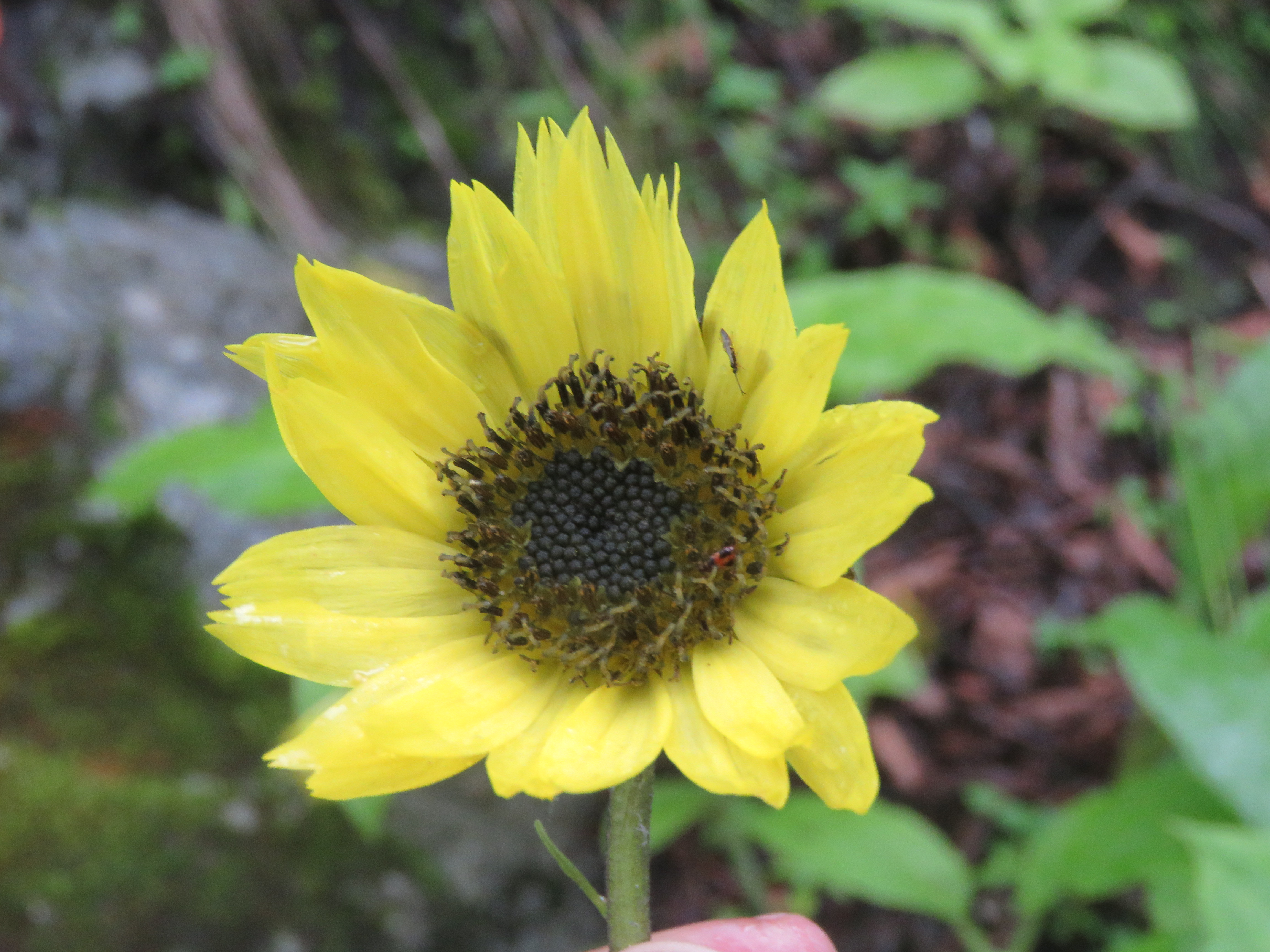
I fiori
Cremanthodium arnicoides

Habitus. Le specie di questo genere hanno un habitus di tipo erbaceo perenne. Le superfici delle piante possono essere sia glabre che pubescenti per peli semplici.
Radici. Le radici sono secondarie da rizoma (i rizomi sono corti e le radici sono carnose e numerose).
Fusto. La parte aerea in genere è eretta e nasce solitario dall'ascella esterna delle foglie a rosetta.
Foglie. Le foglie sono sia basali che cauline (poche) disposte in modo alternato e sono picciolate. Il contorno della lamina è intero con varie forme (da ovato-cordate a reniformi oppure da ellittico-oblunghe a lanceolate). I margini sono interi o dentato-seghettati. Raramente sono pennatifide. Le foglie vecchie alla base si trasformano in guaine.
Infiorescenza. Le sinflorescenze sono composte da pochi (o solitari) capolini raccolti in racemi. Le infiorescenze vere e proprie sono formate da un ampio capolino annuente peduncolato di tipo radiato o discoide. Alla base dell'involucro (la struttura principale del capolino) non è presente un calice. I capolini sono formati da un ampio involucro, con forme da campanulate a emisferiche, composto da diverse brattee, al cui interno un ricettacolo fa da base ai fiori di due tipi: quelli esterni del raggio e quelli più interni del disco. Le brattee sono disposte in modo più o meno embricato di solito su due serie e possono essere connate alla base. Il ricettacolo, a volte alveolato, è nudo (senza pagliette a protezione della base dei fiori); la forma è piatta.
Fiori.  I fiori sono tetra-ciclici (formati cioè da 4 verticilli: calice – corolla – androceo – gineceo) e pentameri (calice e corolla formati da 5 elementi). Sono inoltre ermafroditi, più precisamente i fiori del raggio (quelli ligulati e zigomorfi) sono femminili; mentre quelli del disco centrale (tubulosi e actinomorfi) sono bisessuali o a volte funzionalmente maschili.
- Formula fiorale:

*/x K {\displaystyle \infty }, [C (5), A (5)], G 2 (infero), achenio
- Calice: i sepali del calice sono ridotti ad una coroncina di squame.
- Corolla: nella parte inferiore i petali della corolla sono saldati insieme e formano un tubo. In particolare le corolle dei fiori del disco centrale (tubulosi) terminano con delle fauci dilatate a raggiera con cinque brevi lobi più o meno patenti. Nella corolla dei fiori periferici (ligulati) il tubo si trasforma in un prolungamento da ligulato ben sviluppato, terminante più o meno con cinque dentelli. Il colore delle corolle è giallo, bianco, rosa, purpureo o arancio.
- Androceo: gli stami sono 5 con dei filamenti liberi. La parte basale del collare dei filamenti può essere dilatata. Le antere invece sono saldate fra di loro e formano un manicotto che circonda lo stilo. Le antere sono senza coda ("ecaudate"). La struttura delle antere è di tipo tetrasporangiato, raramente sono bisporangiate. Il tessuto endoteciale è radiale o polarizzato. Il polline è tricolporato (tipo "helianthoid").[11]
- Gineceo: lo stilo è biforcato con due stigmi nella parte apicale. La forma degli stigmi è ottusa; possono essere ricoperti da minute papille e/o ciuffi di penicilli. Le superfici stigmatiche sono continue.  L'ovario è infero uniloculare formato da 2 carpelli.

Frutti. I frutti sono degli acheni con pappo. La forma degli acheni è ellittico-oblunga; la superficie è percorsa da diverse coste longitudinali e può essere glabra. Non sempre il carpoforo è distinguibile. Il pappo è formato da numerose setole snelle, bianche o fulve.

## Biologia
Impollinazione: l'impollinazione avviene tramite insetti (impollinazione entomogama tramite farfalle diurne e notturne).

Riproduzione: la fecondazione avviene fondamentalmente tramite l'impollinazione dei fiori (vedi sopra).

Dispersione: i semi (gli acheni) cadendo a terra sono successivamente dispersi soprattutto da insetti tipo formiche (disseminazione mirmecoria). In questo tipo di piante avviene anche un altro tipo di dispersione: zoocoria. Infatti gli uncini delle brattee dell'involucro (se presenti) si agganciano ai peli degli animali di passaggio disperdendo così anche su lunghe distanze i semi della pianta. Inoltre per merito del pappo il vento può trasportare i semi anche a distanza di alcuni chilometri (disseminazione anemocora).

## Distribuzione e habitat
Le specie di questo genere sono distribuite in Cina, Tibet e Himalaya.

## Tassonomia
La famiglia di appartenenza di questa voce (Asteraceae o Compositae, nomen conservandum) probabilmente originaria del Sud America, è la più numerosa del mondo vegetale, comprende oltre 23.000 specie distribuite su 1.535 generi, oppure 22.750 specie e 1.530 generi secondo altre fonti (una delle checklist più aggiornata elenca fino a 1.679 generi). La famiglia attualmente (2021) è divisa in 16 sottofamiglie; la sottofamiglia Asteroideae è una di queste e rappresenta l'evoluzione più recente di tutta la famiglia.

### Filogenesi
Il genere di questa voce appartiene alla sottotribù Tussilagininae della tribù Senecioneae (una delle 21 tribù della sottofamiglia Asteroideae). La sottotribù descritta in tempi moderni da Bremer (1994), dopo le analisi di tipo filogenetico sul DNA del plastidio (Pelser et al., 2007) è risultata parafiletica con le sottotribù Othonninae e Brachyglottidinae annidiate al suo interno. Attualmente con questa nuova circoscrizione la sottotribù Tussilagininae s.s. risulta suddivisa in quattro subcladi.
Il genere di questa voce appartiene al subclade chiamato "L-C-P" (complesso Ligularia-Cremanthodium Parasenecio Liu et al., 2006) formato inizialmente dai seguenti generi: Cremanthodium, Farfugium, Ligularia, Ligulariopsis, Miricacalia, Parasenecio, Sinacalia , Syneilesis. Questo gruppo, in gran parte asiatico, del quale alcuni genere non sono monofiletici (Parasenecio, Cremanthodium e Ligularia), è risultato, da un punto di vista filogenetico, molto complesso e articolato (le prime analisi ne hanno evidenziato una estesa politomia). Uno dei pochi assemblaggi, nidificati all'interno del complesso L-C-P, che riceve un elevato supporto dalle analisi filogenetiche del DNA del ITS (Internal Transcribed Spacer) e del DNA del plastidio, è la sottotribù informale Tephroseridinae Jeffrey & Chen, 1984 composta dai generi Nemosenecio, Sinosenecio e Tephroseris.
l cladogramma seguente, tratto dallo studio citato e semplificato, mostra una possibile configurazione filogenetica del gruppo (il cladogramma deriva dalle analisi del DNA dei plastidi; un cladogramma lievemente diverso si ottiene dalle analisi dal DNA del nucleo dei ribosomi). I tre nuovi generi Japonicalia, Taimingasa e Vickifunkia risultano da una segregazione dal genere Parasenecio per i primi due e da Ligularia per l'ultimo.
|  | Parasenecio - Sinacalia |
|  |                         |
|  | Vickifunkia             |
|  |                         |

|  | Syneilesis - Taimingasa - Ligularia 1 |
|  |                                       |
|  | Japonicalia - Miricacalia             |
|  |                                       |

|  | Parasenecio - Sinacalia |
|  |                         |
|  | Vickifunkia             |
|  |                         |

|  | Syneilesis - Taimingasa - Ligularia 1 |
|  |                                       |
|  | Japonicalia - Miricacalia             |
|  |                                       |

|  | Cremanthodium 2 - Ligularia 3                             |
|  |                                                           |
|  | Tephroseridinae (Nemosenecio - Sinosenecio - Tephroseris) |
|  |                                                           |

|  | Parasenecio - Sinacalia |
|  |                         |
|  | Vickifunkia             |
|  |                         |

|  | Syneilesis - Taimingasa - Ligularia 1 |
|  |                                       |
|  | Japonicalia - Miricacalia             |
|  |                                       |

|  | Parasenecio - Sinacalia |
|  |                         |
|  | Vickifunkia             |
|  |                         |

|  | Syneilesis - Taimingasa - Ligularia 1 |
|  |                                       |
|  | Japonicalia - Miricacalia             |
|  |                                       |

|  | Cremanthodium 2 - Ligularia 3                             |
|  |                                                           |
|  | Tephroseridinae (Nemosenecio - Sinosenecio - Tephroseris) |
|  |                                                           |

|  | Parasenecio - Sinacalia |
|  |                         |
|  | Vickifunkia             |
|  |                         |

|  | Syneilesis - Taimingasa - Ligularia 1 |
|  |                                       |
|  | Japonicalia - Miricacalia             |
|  |                                       |

|  | Parasenecio - Sinacalia |
|  |                         |
|  | Vickifunkia             |
|  |                         |

|  | Syneilesis - Taimingasa - Ligularia 1 |
|  |                                       |
|  | Japonicalia - Miricacalia             |
|  |                                       |

|  | Cremanthodium 2 - Ligularia 3                             |
|  |                                                           |
|  | Tephroseridinae (Nemosenecio - Sinosenecio - Tephroseris) |
|  |                                                           |

|  | Parasenecio - Sinacalia |
|  |                         |
|  | Vickifunkia             |
|  |                         |

|  | Syneilesis - Taimingasa - Ligularia 1 |
|  |                                       |
|  | Japonicalia - Miricacalia             |
|  |                                       |

|  | Parasenecio - Sinacalia |
|  |                         |
|  | Vickifunkia             |
|  |                         |

|  | Syneilesis - Taimingasa - Ligularia 1 |
|  |                                       |
|  | Japonicalia - Miricacalia             |
|  |                                       |

|  | Cremanthodium 2 - Ligularia 3                             |
|  |                                                           |
|  | Tephroseridinae (Nemosenecio - Sinosenecio - Tephroseris) |
|  |                                                           |

I caratteri distintivi del genere  Cremanthodium  sono:
- le sinflorescenze sono composte da pochi o solitari capolini;
- il portamento dei capolini è annuente;
- gli involucri hanno delle forme da campanulate e emisferiche.
- normalmente non è presente un calice alla base del capolino.

Il numero cromosomico delle specie di questo genere è: 2n = 58.

### Elenco delle specie
Questo genere ha 79 specie:
A
- Cremanthodium angustifolium W.W.Sm.
- Cremanthodium arnicoides  R.D.Good
- Cremanthodium atrocapitatum  R.D.Good

B
- Cremanthodium bhutanicum  Ludlow
- Cremanthodium bomiense  L.Wang, C.Ren & Q.E.Yang
- Cremanthodium botrycephalum  S.W.Liu
- Cremanthodium brachychaetum  C.C.Chang
- Cremanthodium brunneopilosum  S.W.Liu
- Cremanthodium bulbilliferum W.W.Sm.
- Cremanthodium bupleurifolium W.W.Sm.

C
- Cremanthodium calcicola W.W.Sm.
- Cremanthodium campanulatum  Diels
- Cremanthodium chungdienense  Y.Ling & S.W.Liu
- Cremanthodium citriflorum  R.D.Good
- Cremanthodium conaense  S.W.Liu
- Cremanthodium cordatum  S.W.Liu
- Cremanthodium coriaceum  S.W.Liu
- Cremanthodium cucullatum  Y.Ling & S.W.Liu
- Cremanthodium cyclaminanthum  Hand.-Mazz.

D
- Cremanthodium daochengense  Y.Ling & S.W.Liu
- Cremanthodium decaisnei  C.B.Clarke
- Cremanthodium delavayi  Diels ex H.Lév.
- Cremanthodium discoideum  Maxim.
- Cremanthodium dissectum  Grierson

E
- Cremanthodium ellisii  (Hook.f.) Kitam.

F
- Cremanthodium farreri W.W.Sm.
- Cremanthodium forrestii  Jeffrey

G
- Cremanthodium glandulipilosum  Y.L.Chen ex S.W.Liu
- Cremanthodium glaucum  Hand.-Mazz.
- Cremanthodium gracillimum W.W.Sm.

H
- Cremanthodium helianthus  (Franch.) W.W.Sm.
- Cremanthodium hongshanense  L.Wang, C.Ren & Q.E.Yang
- Cremanthodium humile  Maxim.

I
- Cremanthodium indicum  D.Borah, R.Kr.Singh & Thungon

L
- Cremanthodium laciniatum  Y.Ling & Y.L.Chen
- Cremanthodium latilobum  Y.S.Chen
- Cremanthodium liangshanicum  L.Wang, C.Ren & Q.E.Yang
- Cremanthodium lineare  Maxim.
- Cremanthodium lingulatum  S.W.Liu

M
- Cremanthodium magnificum  W.Q.Fei & L.Wang
- Cremanthodium maoxianense  L.Wang, C.Ren & Q.E.Yang
- Cremanthodium medogense  Y.S.Chen
- Cremanthodium microglossum  S.W.Liu
- Cremanthodium microphyllum  S.W.Liu

N
- Cremanthodium nanum  (Decne.) W.W.Sm.
- Cremanthodium nepalense  Kitam.
- Cremanthodium nervosum  S.W.Liu
- Cremanthodium nobile  Diels ex H.Lév.

O
- Cremanthodium oblongatum  C.B.Clarke
- Cremanthodium obovatum  Y.Ling & S.W.Liu

P
- Cremanthodium palmatum  Benth.
- Cremanthodium petiolatum  S.W.Liu
- Cremanthodium phyllodineum  S.W.Liu
- Cremanthodium pilosum  S.W.Liu
- Cremanthodium pinnatifidum  Benth.
- Cremanthodium pinnatisectum  (Ludlow) Y.L.Chen & S.W.Liu
- Cremanthodium potaninii  C.Winkl.
- Cremanthodium prattii  R.D.Good
- Cremanthodium principis  (Franch.) R.D.Good
- Cremanthodium pseudo-oblongatum  R.D.Good
- Cremanthodium puberulum  S.W.Liu
- Cremanthodium pulchrum  R.D.Good
- Cremanthodium purpureifolium  Kitam.

R
- Cremanthodium reniforme  (DC.) Benth.
- Cremanthodium rhodocephalum  Diels

S
- Cremanthodium sagittifolium  Y.Ling & Y.L.Chen ex S.W.Liu
- Cremanthodium sino-oblongatum  R.D.Good
- Cremanthodium smithianum  Hand.-Mazz.
- Cremanthodium spathulifolium  S.W.Liu
- Cremanthodium stenactinium  Diels
- Cremanthodium stenoglossum  Y.Ling & S.W.Liu
- Cremanthodium suave W.W.Sm.

T
- Cremanthodium thomsonii  C.B.Clarke
- Cremanthodium trilobum  S.W.Liu

V
- Cremanthodium variifolium  R.D.Good

W
- Cremanthodium wardii W.W.Sm.
- Cremanthodium weixiense  L.Wang, M.Zhang & Q.E.Yang
- Cremanthodium wumengshanicum  L.Wang, C.Ren & Q.E.Yang

Y
- Cremanthodium yadongense  S.W.Liu